# Гелиевая планета

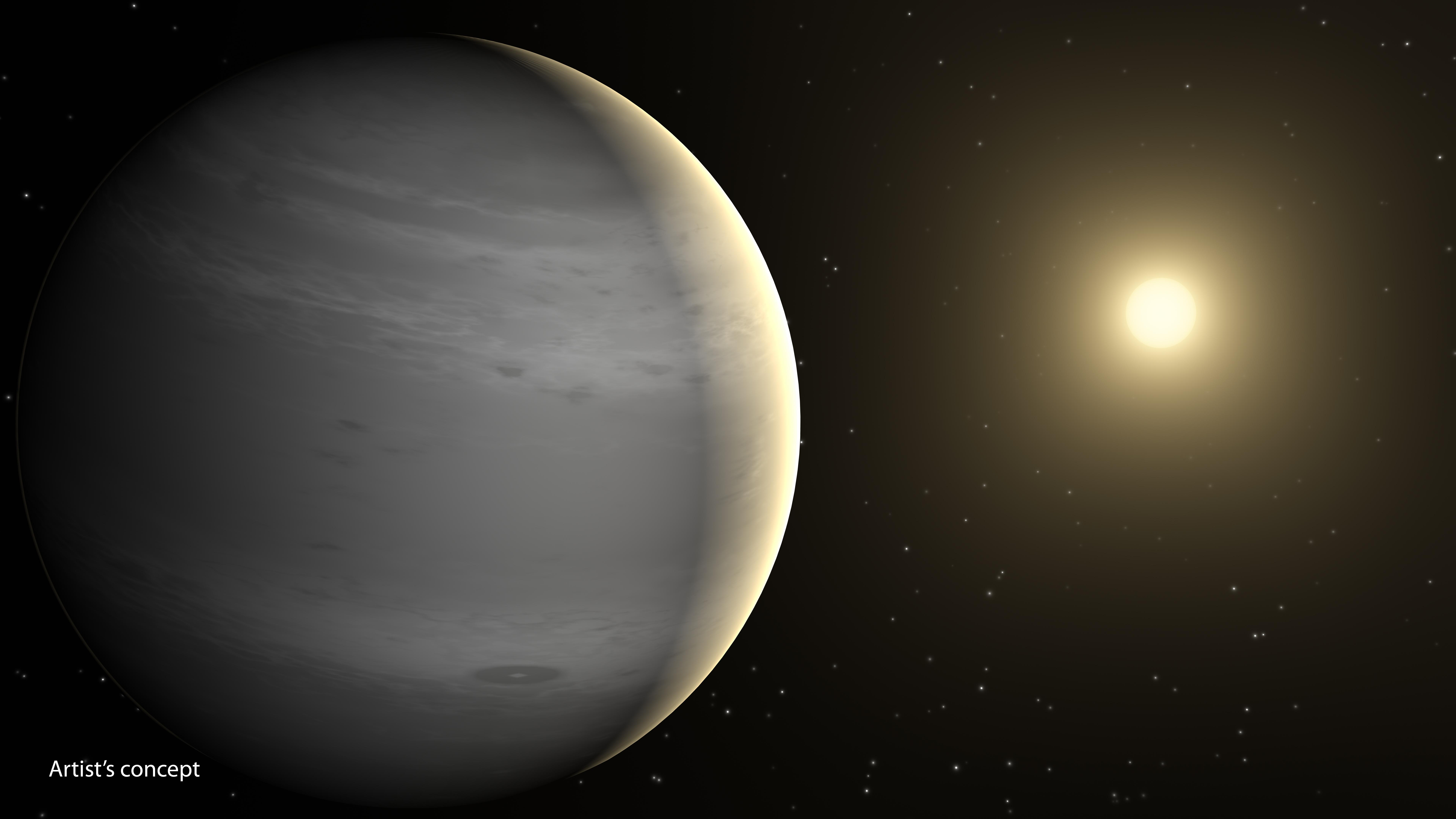
Гелиевая планета в представлении художника

Гелиевая планета — теоретическая разновидность планет, которая образуется из маломассивного белого карлика при потере им массы. Обычные газовые гиганты, такие как Юпитер и Сатурн, состоят в основном из водорода (гелий является лишь вторичной составляющей). В гелиевой же планете водорода нет, поскольку она формируется из звезды, которая переработала весь свой водород в гелий.

## Особенности
Гелиевая планета, по результатам моделирования, должна иметь приблизительно такой же диаметр, как и водородно-гелиевая планета сопоставимой массы. Но гелиевые планеты по своей массе могут превышать Юпитер в 13 раз и не превращаться в коричневые карлики по причине того, что у них нет дейтерия (следовательно, ядерный синтез невозможен).

## Возможные представители
- GD 66 b